# St. Michaels (Maryland)
St. Michaels è un comune degli Stati Uniti d'America, situato nello stato del Maryland, nella contea di Talbot.